# Mobilní hra

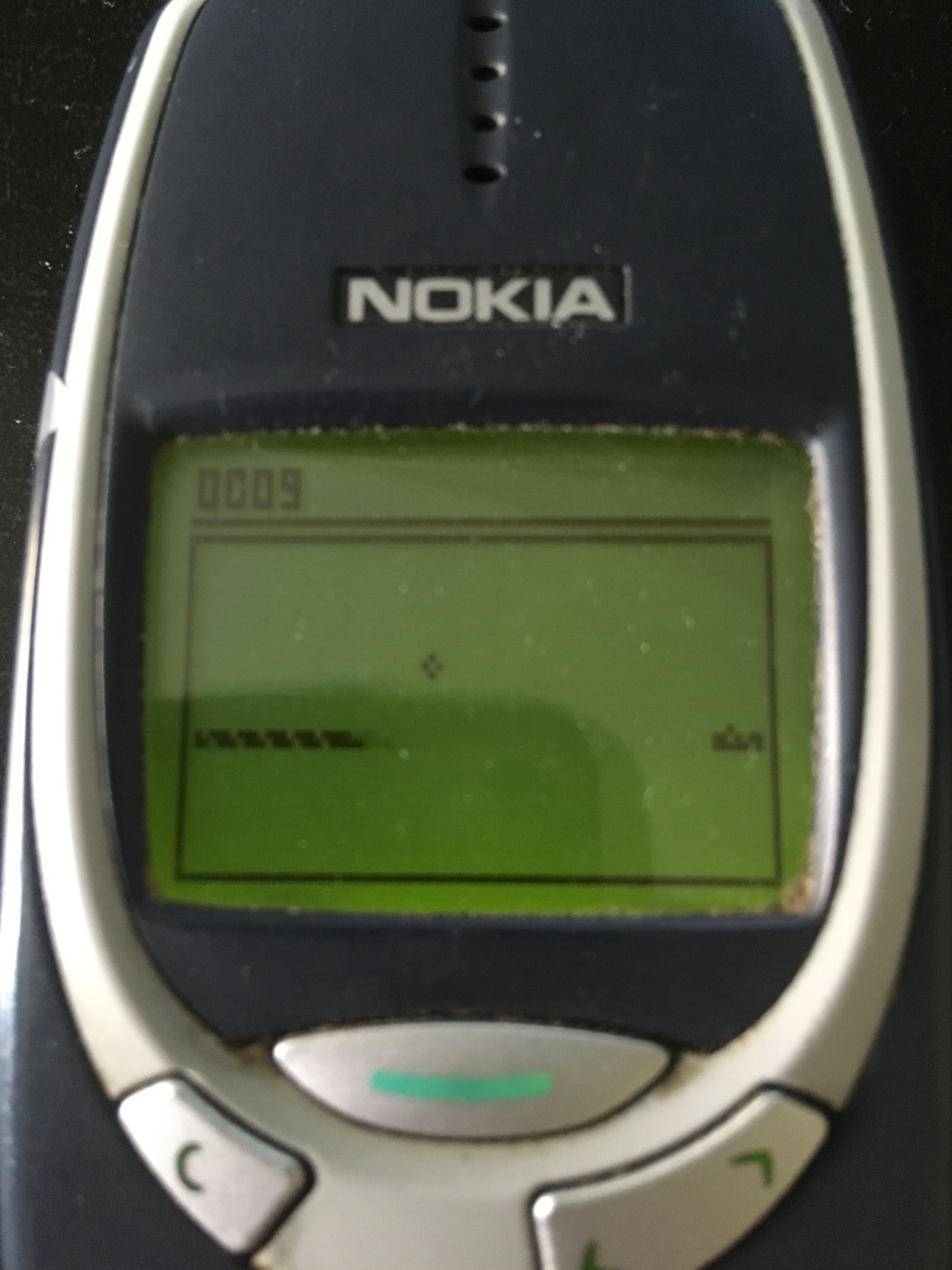
Hra Snake na mobilním telefonu Nokia 6110

Mobilní hra je videohra, která se hraje na přenosném zařízení jako jsou mobilní telefony, chytré telefony, tablety, PDA nebo kapesní herní konzole, které mají připojení k počítačové síti. První hry na mobilním zařízení se hrály bez síťového připojení. V roce 1997 uvedla společnost Nokia na trh hru Snake, která byla instalována ve většině mobilních zařízení této společnosti. V roce 1998 se stala jednou z nejoblíbenějších her mobilního herního průmyslu. Varianta hry pro Nokii 6110 využívala infračervený port a byla první hrou pro dva hráče, pro mobilní telefony.
Na přelomu tisíciletí se objevila platforma Java. V Japonsku, kde mobilní telefony používaly miliony uživatelů, vznikla platforma I-mode. V Evropě se rozšířilo připojení na internet z mobilního zařízení po zavedení standardu WAP. Distribuce mobilních her mobilními operátory a portály třetích stran z velké části nahradila v 2008 online distribuční službou na platformě App Store. Ta se stala prvním „tržištěm“ s mobilním obsahem provozovaným přímo majitelem mobilní platformy.
Trh s mobilními hrami rychle rostl, každý majitel smartphonu si mohl stahovat mobilní aplikace. Ve stejném roce přišla společnost Google s online distribuční službou Google Play. 4G technologie také výrazně rozšířily možnosti hraní online her. Trh mobilních her v druhém desetiletí 21. století předstihl objem konzolových i PC her, díky hraní příležitostných her, ale také her založených na principu rozšířené reality a GPS. Některé hry pro PC a konzole se pokoušely napodobovat monetizaci mobilních her, ale většinou bez úspěchu.
V roce 2022 na mobilních zařízeních lze nalézt téměř všechny žánry her, i když „skalní“ hráči nepovažují mobilní hry za pravý „gaming“. Jako příklad lze uvést MOBA hry, kde technologický vývoj umožnil spojení chytrého telefonu a gamepadu.

## Historie

### Počátky mobilního hraní (1994–2002)

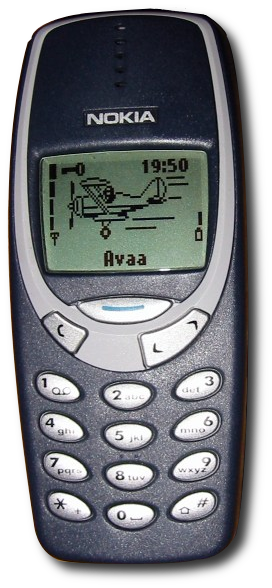
Mobilní telefon Nokia 3310

Herní kvalita i grafické zpracování prvních mobilních her odpovídaly hardwaru své doby. Dostupný byl malý monochromatický displej a omezená paměť. V roce 1994 vydala na trh dánská společnost mobilní telefon Hagenuk MT-2000. Poprvé se objevila hra přímo v telefonu. Byl to Tetris a hrál se pouze s telefonem otočeným o 90°. Jiné hry se nedaly do zařízení nainstalovat. Mobilní telefony se používaly v této době především pro telefonování.
Počátek mobilního hraní patří modelu 6110 společnosti Nokia, která se prodávala s hrou Had (Snake). Hra s jednoduchým ovládáním se stala populární a některé verze jsou dostupné i na moderních herních zařízeních. V roce 1999 společnost NTT DoCoMo zavedla v Japonsku platformu i-mode, umožňující pomocí mobilního telefonu přístup na internet. Tento systém v zemi používalo dvacet miliónů uživatelů. Mohli posílat e-maily, hrát hry atd. Zavedení této platformy na přelomu tisíciletí v USA nebo v Evropě nebylo aktuální. Na telekomunikačním trhu v Japonsku dominovala firma NTT DoCoMo. Japonští uživatelé většinou používali připojení na internet pomocí mobilního telefonu, pevné linky používalo přibližně dvacet procent zákazníků. V USA celostátní operátor neexistoval. Američané také používali většinou osobní počítače, proto připojení přes mobilní telefon pro ně nebylo zajímavé. V Evropě měli partneři japonského operátora (například KPN Mobile nebo Telecom Italia Mobile) problémy s řešením funkční infrastruktury pro sítě GPRS. Bylo zde také málo mobilních telefonů, podporujících GPRS.
Rok 1998 byl rokem vytvoření standardu pro připojení mobilních telefonů k internetu – protokolu WAP (Wireless Application Protocol). V rámci organizace Wap Forum vznikl první „mikroweb“, který bylo možné zobrazit na mobilním telefonu. Veřejné wapové stránky spustil nizozemský mobilním operátor Telfort BV a jako první podporovala tuto technologii Nokia 7110. Pro uživatele nabízela několikařádkový textový výstup a černobílou grafiku. Přesto vznikaly nové mobilní hry (například textové, tahové, ale i jednoduché multiplayerové hry). K úspěšným na trhu patřila fantasy adventura Steve Jackson’s Sorcery nebo tahová hra pro více hráčů Lifestylers. Platforma WAP byla v roce 2001 a 2002 nahrazena technologií J2ME (rozšířená v Česku) a technologií „Binary Runtime Environment for Wireless“ (USA a Asie). Současně vznikaly také první herní společnosti. Mezi nejznámější patřily Gamevil, HandyGames, Jamdat a Gameloft.
Asi nejznámější hra počátku 21. století byla vesmírná střílečka Space Impact v Nokii 3310. Další rozšiřování her umožnila verze programového prostředí Java, J2ME. Tato mikro verze byla prezentována na prototypu zařízení společnosti Motorola a umožnila nové grafické možnosti zobrazování na displejích mobilních telefonů. Významná byla otevřenost systému pro externí vývojáře a herní studia. V roce 2002 představila Nokia představila model 3410. Populárním se stal model M(T)50 společnosti Siemens. Obě zařízení podporovala Java aplikace, tedy i jednoduché hry omezené velikostí okolo 60 KB.

### Nové technologie (2003–2007)

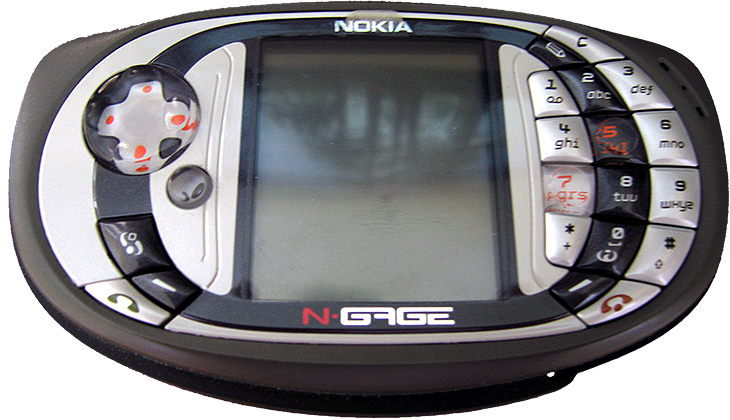
Kapesní konzole Nokia N-Gage QD

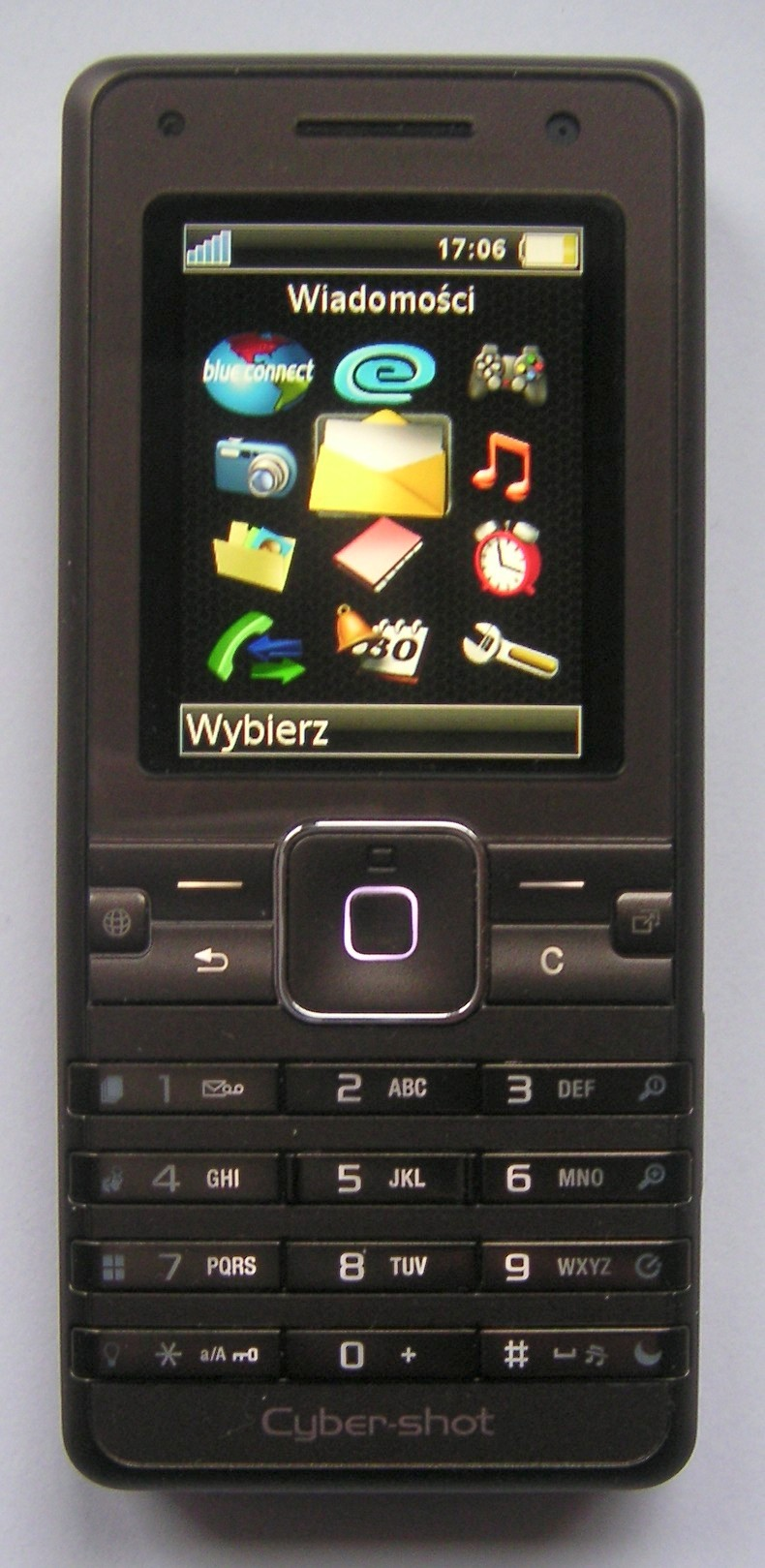
Mobilní telefon Sony Ericsson K770i

Rozvoj mobilního hraní nastal s příchodem barevných displejů v roce 2003. Hry vypadaly výrazně lépe a rostlo i jejich množství. Výrobci zařízení zareagovali také a paměti telefonů dosahovaly až dvou MB. Uživatel si mohl vybrat z desítek her různých žánrů. Objevila se platforma Mophun, podporovaná firmou Sony Ericsson v modelech T230, T610, T630 či P800. Hry programované na této platformě měly ve srovnání s Javou lepší zvuk i grafiku. Jako příklad lze uvést hru Golf s multiplayerem v modelu T610. Ukončení vývoje této platformy koncem roku 2004 způsobila přísná licenční politika firmy.
Mobilní telefony s operačním systémem Symbian OS byly výkonnější. Používala jej značka Nokia, Samsung a LG. Systém předpokládal vytvoření vhodného prostředí pro hry (barevné displeje, tlačítkové ovládání, atd.), a byl otevřený pro aplikace třetích stran. Umožnil nástup jednoduchých 3D her (Doom RPG). Na stejné platformě S60 vydala Nokia v roce 2003 na trh zařízení N-Gage. Mobilní telefon měl ovládání koncipováno na šířku, podobně jako konzole. Hry asi nejkvalitnější ve své době, byly expedovány na paměťových kartách. Na trh distribuované modely „Nokia N-Gage“ a „Nokia N-Gage QD“ neměly však vnitřní paměť a na kartě byla pouze jedna hra. To byly zásadní důvody, vedle orientace displeje na výšku, proč byl tento projekt během dvou let ukončen. Ve stejném roce se objevily první telefony s otevřeným operačním systémem. Na aktualizaci Javy (verze MIDP 2.0) reagovala v roce 2004 německá firma Siemens a představila řadu x65. Tato zařízení nabídla prostor pro aplikace více než deset MB. Siemens také podpořil rozvoj trojrozměrných titulů na trhu. V jeho modelech se objevila hra Siemens 3D Rally.

### Hry v Javě na počátku 21. století
S nástupem barevných displejů se v roce 2001 objevila hra Bounce. Mezi hry vytvořené v kódu J2ME a kopírované přes Bluetooth patřila i závodní hra Gravity Defied, vytvořená studiem Codebrew Software v roce 2004. Během roku byla přepracována a vyšla nová hra s třiceti tratěmi. Popularita hry u ruských hráčů umožnila v roce 2007 vznik editoru tratí. Tak si bylo možné vytvořit hru po vlastních představ. V roce 2012 se upravená hra hrála i na Androidu.
Německá hra Bobby Carrot, vytvořená studiem FDG Mobile Games, vyšla jako puzzle. Do roku 2008 bylo vydáno celkem pět verzí. V roce 2003 byla dána na trh první hra ze sportovní série Playman. Následovaly Playman Winter Games, Playman Beach Volleyball, Playman World Soccer, Playman Power Games a parkourová hra Playman Extreme Running. Společnost Gameloft vydala na mobilní telefony dvě hry ze série Prince of Persia zvané Prince of Persia: The Sands of Time a Prince of Persia: Harem Adventures.
Od roku 2004 během dalších pěti let se na trhu objevily stovky her od různých studií většinou i s jazykovou lokalizací. Studio Gameloft pokračoval v sérii dalším titulem Prince of Persia: Warrior Within. Následoval Prince of Persia: The Two Thrones. Sérii zakončil titul z roku 2010 Prince of Persia: The Forgotten Sands. V roce 2008 pokračovalo studio hrou pro chytré telefony Soul of Darkness, která se stala proslulá hratelností i soundtrackem. Následně v roce 2010 vyšla i na kapesní herní konzoli Nintendo DSi. Další titul patřící od roku 2005 k mobilním hrám byla závodní arkáda Asphalt Urban GT. Z jednoduché hry se během let stala v roce 2018 3D grafická verze pro Nintendo Switch. Mezi strategie na mobilních telefonech v tomto období patřily Age of Empires II a Age of Empires III. Studio HandyGames programovalo budovatelské strategie v sérii Townsmen. Pátý díl jako poslední vyšel na mobilních telefonech.
V roce 2007 vydalo dánské studio Progressive Media ApS logickou hru SolaRola postavenou na fyzikálním modelu „blobů“ s jednoduchým, ale zároveň vtipným příběhem. Hra byla lokalizována také do české ho jazyka. V roce 2012 byla značně rozšířena a portována na Android a iOS.
V této době české studio Redboss Games, které ve spolupráci s komunikačním ICQ převedlo řadu her do Java podoby (například Slide-A-Lama, Warsheep, Zoopaloola nebo Rock-Paper-Scissors). Převod byl kvalitní a hratelnost zůstala zachována i s lokalizací do českého jazyka. Ve spolupráci se společností Cenega Publishing převedlo na mobilní platformu také UFO: Aftershock.
Druhé české studio Nostromo ICT, později Nostromo Wireless postupně vydalo řadu rozmanitých her, například všechny hry s Grafieldem. Studio získalo výhradní licenci na tvorbu her k Happy Tree Friends, Mr. Beanovi nebo Želvám Ninja. Podle seriálu Pat a Mat vydalo puzzle hru A je to!. Také působilo jako jako výhradní distributor dalších značek. Studiem vydaná „prázdninová romance“ Sim Babe 2 patřila také ke hraným titulům v Česku.
Finské studio Rovio po řadě oblíbených hororových titulů, jako byla hra Wolf Moon, série Darkest Fear nebo aktualizace hry Bounce Tales (původně Bounce) vydalo Angry Birds. Během roku 2010 se hra rozšířila po celém světě. Ale éra her v Javě spěla ke konci, stejně jako používání „tlačítkových mobilních telefonů“.

## Smartphone a online distribuční služby
V roce 2007 představil Steve Jobs iPhone, první dotykový smartphone. O rok později, v roce 2008, společnost Apple spustila platformu App Store s podporou pro aplikace třetích stran, ale především pro snadnou dostupnost a instalaci her uživatelem. Optimalizace her produkovaných nejen pro iOS, ale i pro další platformy patřila mezi zásadní výhodu společnosti. Ve stejném roce byla založena online multiplayerová sociální herní síť Game Center, která umožnila vzestup mainstreamových mobilních her. Koncem ledna 2010 představila společnost Apple tablet iPad kompatibilní s iPhonem s verzí OS 3.0.
První mobil s operačním systémem Android společnosti Google byl na trhu v roce 2008 současně s online distribuční službou Google Play. Operační systém byl otevřenější pro vývojáře třetích stran a podporoval řadu přístrojů (například HTC Desire HD, Samsung Galaxy S nebo Sony Ericsson Xperia X10). Na trhu se objevily aktualizované hry pro chytré telefony, jako Need for Speed: Shift, Splinter Cell: Conviction nebo Assassin's Creed: Contracts. Díky emulátorům bylo časem možno spustit libovolnou hru na chytrém telefonu a hranice mezi herními konzolemi a chytrými telefony pomalu mizela.
Windows Mobile společnosti Microsoft patřil k nejstarších mobilních operačních systémů. Jeho nástupce Windows Phone byl představen v roce 2010 na Mobile World Congressu v Barceloně. Jednalo se především o nové uživatelské rozhraní a novou filozofii ovládání systému.
Nokia se v roce 2007 vrátila ke svému projektu N-Gage. Vytvořila „speciální“ software, kterým vybavila několik modelů telefonů (například N81, N95 nebo N97). Tituly na dané platformě převyšovaly grafikou, plynulostí i zvukem nejen Javu, ale i hry pro OS Symbian. Lze zmínit předělané závody Asphalt 3: Street Rules nebo hru ONE od studia Digital Legends. Společnost Nokia sice oznámila, že za rok 2011 měla pět milionů stažení ze svého mobilního obchodu Ovi Store, který používali uživatelé chytrých telefonů Nokia s operačním systémem Symbian. Ale koncem roku 2013 ukončila podporu operačního systému Symbian a začala se specializovat na chytré telefony se systémem Windows Phone a Series 40.
Ke konci prvního desetiletí 21. století smartphony BlackBerry kanadského výrobce Research In Motion (RIM) patřily na americkém trhu mezi nejprodávanější. Následoval Apple s iPhone OS (iOS) a Android, jehož prodejnost začala prudce stoupat. V roce 2011 mu patřilo první místo na poli mobilních systémů v USA s více než 38 % celkového objemu prodeje. Naopak operačními systémy Symbian, BlackBerry a Windows Mobile doplatily na nepřipravenost konkurovat dotykovým zařízením a prodej zařízení s těmito operačními systémy postupně klesal.

## Monetizace mobilních her
Zisk z mobilních her vytváří systém monetizace. Původní model je tzv. prémiový. Uživatel zaplatí za produkt (hru) předem jednorázově a hraje bez reklam.
Podle zprávy z roku 2010 „PC Herní aliance“ (PCGA) tvořily tržby počítačových her za rok 2009 na celém světě přes třináct miliard dolarů. Prodej „krabicových“ verzí PC her, tedy jednorázové platby se na tomto výsledku podílely necelými dvaceti procenty. Začínala převládat digitální distribuce, modely předplatného, nebo online hraní jako služba. Jejich nástup bylo umožněn také rozšířením rychlého připojení k internetu. V roce 2009 se začaly používat mikroplatby v hrách v Severní Americe a Evropě. Objem digitální distribuce v prodeji her rostl také díky platformě Steam.
Hromadné financování vývoje her komunitou fanoušků, crowdfunding bylo pomocí pro nezávislé vývojářské týmy. V roce 2009 vznikla největší platforma Kickstarter. V České republice podle vzoru serveru Kickstarter vznikl v roce 2012 server HitHit.cz a v roce 2013 server Startovač. Tyto dva české crowdfundingové servery se nejvíce prosadily počátkem roku 2015. Tvořily šest sedmin českého trhu, kde se v té době vybralo 34,6 milionů Kč.
Model Zaplať, kolik chceš se stal populárním v roce 2010 díky digitálnímu obchodu Humble Bundle.
Model free-to-play začala v roce 2007 používat společnost Zynga ve spolupráci se sociální sítí Facebookem. Dva roky byla její farmářská strategie FarmVille nejhranějším titulem na Facebooku. V roce 2011 utržila společnost z prodejů „virtuálních předmětů“ jednu miliardu dolarů. V roce 2014 free-to-play hry tvořily čtyřicet procent z aplikací stažených z Play Store. Také ale tvořily přes devadesát procent všech příjmů Androidu a devadesát osm procent příjmů platformy Play Store. V roce 2018 model hry zdarma s reklamou a free-to-play tvořily na Google Play již devadesát procent celkových zisků a na iOS to bylo sedmdesát pět procent.
Model freemium se v odvětví mobilního hraní začal prosazovat na začátku druhého desetiletí 21. století. Hra byla vydána zdarma, ale pouze v základní verzi. Za rychlejší nebo zábavnější postup nebo další hraní hry hráč musel zaplatit až během hraní. Například finská společnost Supercell koncem roku 2012 vydělala hrou Clash of Clans více než sto milionů dolarů. V následujícím roce činil nárůst zisku skoro osm set milionů dolarů.
V roce 2018 mezi nejvíce stahované hry na Google Play patřily prémiové, úspěšné a známé hry z osobních počítačů a herních konzolí (Minecraft, Machinarium, Grand Theft Auto: San Andreas a Assassin's Creed).
Kromě známých a oblíbených her (Counter-Strike: Global Offensive, League of Legends nebo Dota 2) také z žánru esportu vzrůstala hráčská komunita mobilních esportů.
Koncem prosince roku 2021 poskytl server Sensor Tower Store Inteligence“ výdělky realizované platformami App Store a Google Play. Za aktuální kalendářní rok 2021 vydělala 2,8 miliard dolarů hra PUBG Mobile z roku 2018, mobilní verze hry PUBG: Battlegrounds. V Číně je distribuována upravená verze pod názvem Game For Peace. Stejný objem peněz vydělala za rok 2021 také free-to-play hra Honor of Kings. Pomyslné třetí místo patří hře Genshin Impact. Během dvou let evidovala v Číně padesát milionů uživatelů a společnosti miHoYo měsíčně vydělala přes čtyři sta milionů dolarů. Společnost zavedla podporu a vydala nové aktualizace, které přinesly pětinásobný výdělek. Hra vydělala 2,4 miliardu dolarů.
Na dalších pozicích s výdělkem více než jedna miliarda za rok 2021 se objevila sociální platforma Roblox nebo Coin Master. Patří sem i Pokémon Go a Candy Crush Saga nebo Garena Free Fire.

## Mobilní hry založené na umístění
V 21. století umožnily technologie vznik her pro chytré telefony na principu rozšířené reality a GPS. Geocaching z roku 2000 se během desetiletí stal populárním na celém světě. Společnost Groundspeakroce vydala v roce 2011 komerční aplikace pro operační systémy Android, iOS a Windows Phone 7. Ty se staly motivací pro vznik neplacených aplikací, například pro Android byla vyvinuta aplikace c:geo. Světovou popularitu získala i aplikace Foursquare z roku 2009. MMORPG Parallel Kingdom byla navržena v roce 2008 pro operační systém Android a iOS. Od roku 2012 ji bylo možné hrát také jako webovou hru. Mobilní hra Pokémon Go byla vydána v roce 2016, dvacet let po rozmachu RPG her Pocket Monsters Red a Pocket Monsters Green. Propojila herní svět se světem reálným pomocí GPS, kamery a dalších senzorů mobilního zařízení. Podle analytické firmy SimilarWeb měla stejný počet uživatelů denně jako sociální síť Twitter. Akcie společnosti Nintendo stouply o 24 procent.

## Ocenění
Nezisková organizace Akademie Interaktivního Umění a Věd (AIAS), podporující zábavní software, udělila poprvé v roce 2012 ocenění Interactive Achievement Awards, v kategorii mobilních her.